# De Wachters

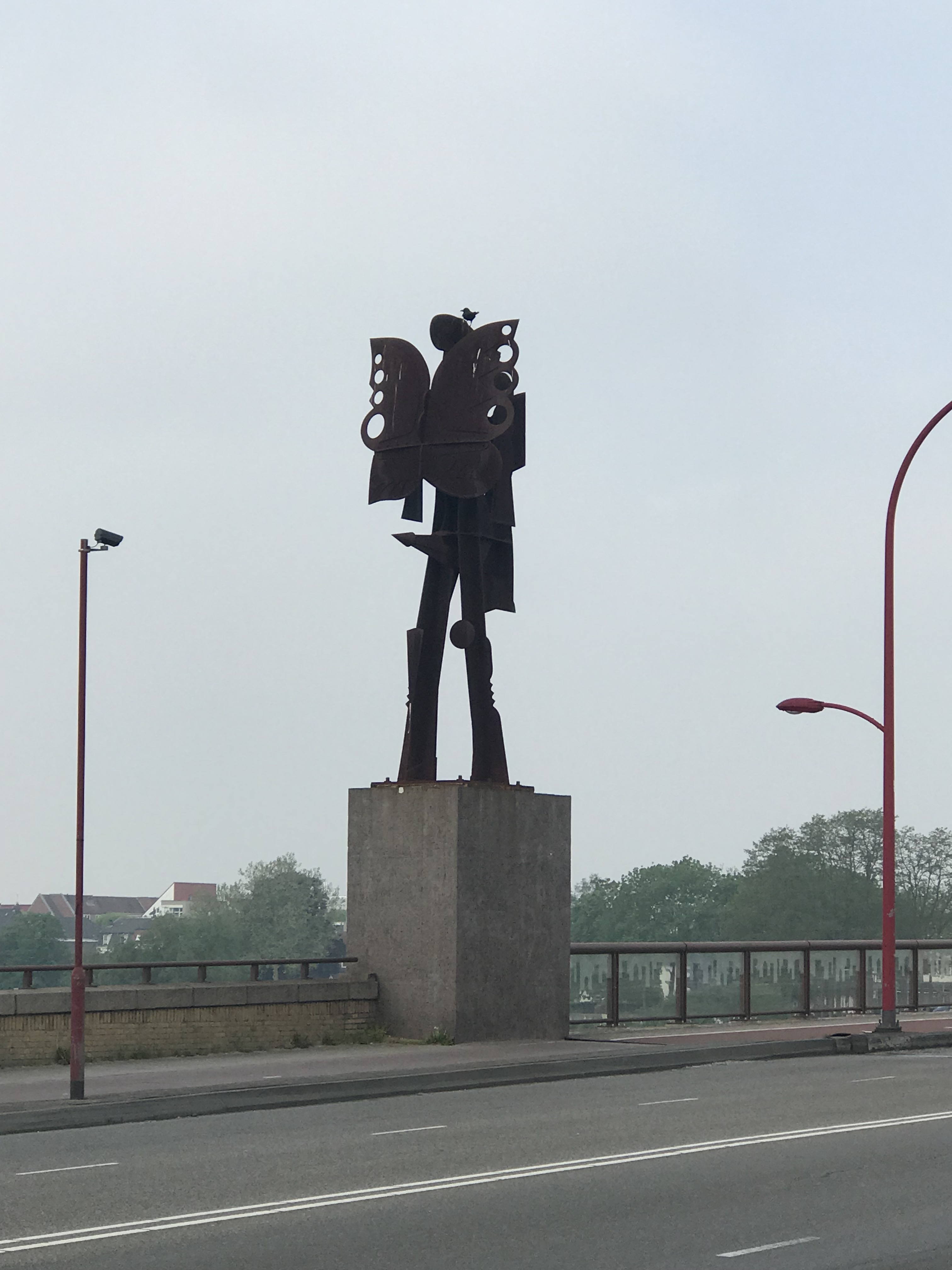
Een van de vier Wachters

De Wachters zijn vier gietijzeren oorlogsmonumenten gelegen in de gemeente Venlo en ontworpen door de Japans-Amerikaanse beeldhouwer Shinkichi Tajiri. De beelden staan op de Maasbrug tussen Venlo en Blerick en werden ontworpen ter nagedachtenis van alle oorlogsslachtoffers in de Tweede Wereldoorlog. Op 2 mei 2007 werden de beelden onthuld door koningin Beatrix.

## Geschiedenis
Tijdens de gefaseerde bevrijding van Nederland, poogden de Amerikanen en Britten met Operatie Market Garden op 17 september 1944 belangrijke knooppunten rondom Nederlandse rivieren te veroveren. De Maasbruggen in Venlo waren van strategisch belang, maar de geallieerden stuitten op verzet van de nazi’s. Van 13 oktober tot en met 19 november werden de Maasbruggen voortdurend gebombardeerd door de Amerikanen en de Britten, maar de bommen vielen neer in Venlo en Blerick. De bezetters bliezen uiteindelijk zelf op 25 november de bruggen op, terwijl zij zich terugtrokken over de Maas. Pas na de oorlog, tussen 1954 en 1957 werden de Maasbruggen tussen Venlo en Blerick herbouwd.
In samenwerking met de Japanse kunstenaar Shinkichi Tajiri, destijds woonachtig in Maasbree, besloot de gemeente Venlo om het vijftigjarige jubileum van de brug te vieren met de creatie van een viertal oorlogsmonumenten. Na zes jaar voorbereiding, gepaard met startproblemen en begrotingstekorten, werden de beelden op 2 mei 2007 onthuld. Tajiri had zelf gediend in het Amerikaanse leger tijdens de Tweede Wereldoorlog en had gevochten in Italië tegen de nazi’s. Nadat hij gewond was geraakt tijdens de oorlog, keerde hij terug naar de Verenigde Staten. Gefrustreerd en teleurgesteld over de behandeling van de Japanners in Amerika tijdens de oorlog, verhuisde hij naar Frankrijk en uiteindelijk Nederland.

## Vormgeving en locatie
De monumenten zijn vier gietijzeren beelden, geplaatst op een betonblok. Ze zijn, inclusief de sokkel, ongeveer negen meter hoog. Elk beeld is een abstracte versie van een krijger, veelal afgebeeld met een schild en een scherp object.
De beelden zijn gevestigd op de Maasbrug die het stadsdeel Blerick met de stad Venlo verbindt. Aan beide uiteinden van de brug staan twee wachters. Vlak voor de monumenten aan de Venlose kant ligt ook het gemeentehuis van de gemeente Venlo.

## Symboliek

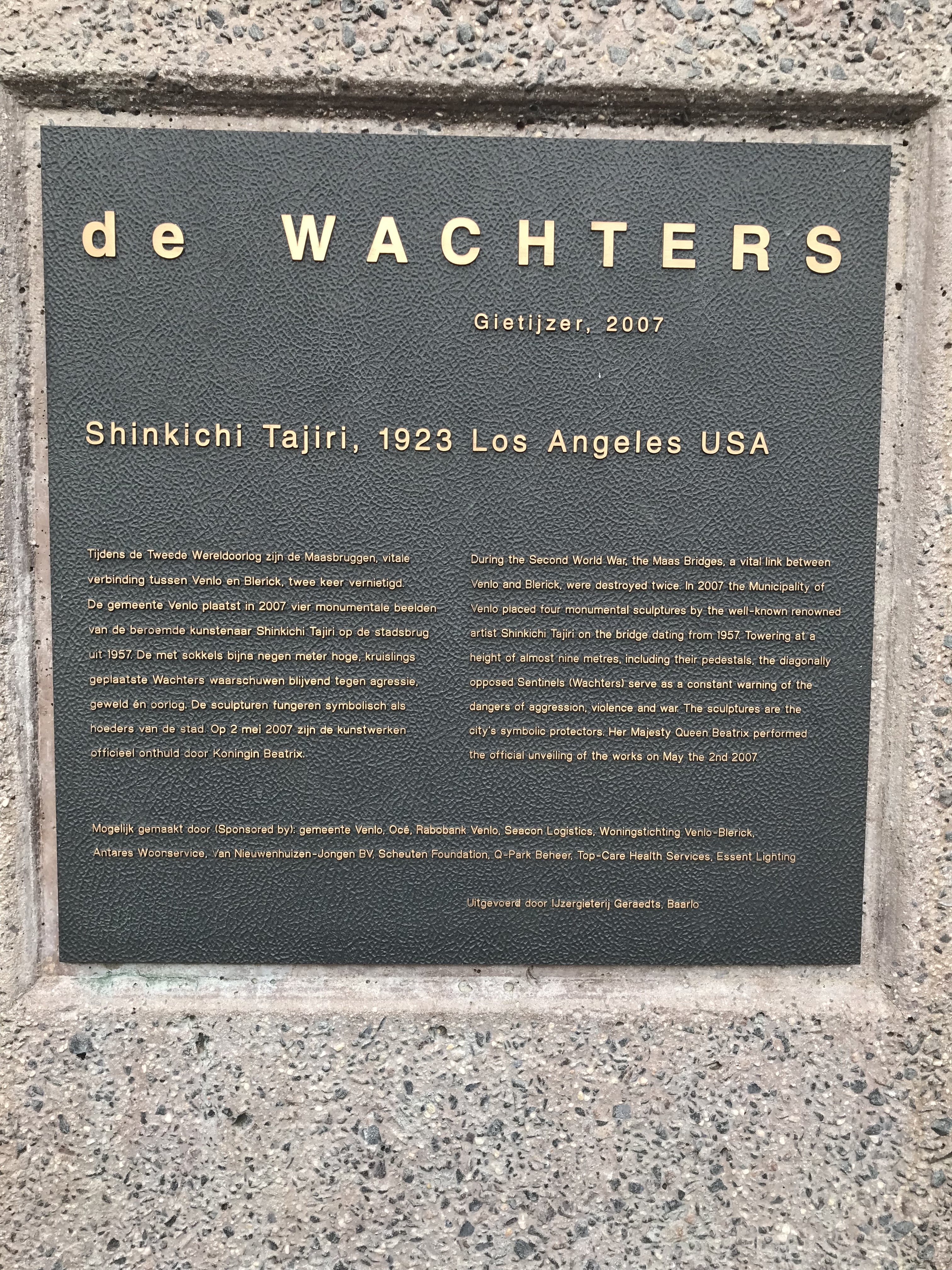
Inscriptie bij het monument

De Ronins - de specifieke Japanse naam voor de Wachters - waarschuwen voor geweld, agressie en oorlog. Samen verdedigen de krijgers de Maasbrug die meerdere malen was gebombardeerd tijdens de Tweede Wereldoorlog. Elk beeld heeft een zwaard of schild die de aanvaller zou moeten afschrikken, of waar zij zich mee kunnen verdedigen. 
Elke kant van de brug wordt bewaakt door één wachter. Aan zowel de Venlose als de Blerickse kant staat één krijger aan de linker- en rechterzijde van de weg. De brug wordt als het ware volledig gecontroleerd door het viertal.
Tijdens de onthulling werden er vuurspuwers en goede geesten op stelten ingezet om het kwade te verdrijven en de brug los te maken van het pijnlijke verleden. 

## Ontvangst
De oorlogsmonumenten werden op 2 mei 2007 plechtig onthuld door koningin Beatrix. Zowel de onthulling als de afsluiting trok ongeveer tienduizend mensen. De monumenten werden over het algemeen positief ontvangen door de gemeente en de inwoners van Venlo. De toenmalige Cultuurwethouder van Venlo, Peter Freij, omschreef de monumenten als een ‘blikvanger voor Venlo’ en de ‘start van een nieuw tijdperk’.